# Ботев (връх)
Вижте пояснителната страница за други значения на Ботев.
Ботев е най-високият връх на Стара планина и на нейния дял Калоферска планина, висок е 2376 метра.
Представлява обширно пасище с гранитна основа, страдащо от значителна ерозия.
На връх Ботев са изградени метеорологична станция и радиорелейна и телевизионна станция (отворена на 10 юли 1966 г.), която покрива с телевизионен и радиосигнал над 65% от територията на България.

## Местоположение
Върхът се намира в Троянско-Калоферския дял на Средна Стара планина, на границата между област Ловеч и област Пловдив. Най-близо разположените градове на юг от билото са Карлово и Калофер, а на север – град Априлци.

## Име
- до 29 юни 1942 – Юмрукчал (понякога Юмрючал)
- до 5 януари 1946 – Фердинандов връх
- до 14 март 1950 – Юмрукчал [2]
- от 14 март 1950 – Ботев [3]

## Релеф и геоложки строеж
Връх Ботев се намира в Троянско-Калоферска планина, част от Средна Стара планина. Счита се, че в района на връх Ботев има навлечени стари гранитни структури от Средногорието – т.нар. Ботевски навлак. Основно масивът е съставен от гранитни скали, датиращи от олигоцена – комплекс на средно киселите вулканити – латити, андезити, шошонити.
Старомиоценското денудационно ниво в Стара планина има характер на пенеплен (заравненост), който е особено просторен на 2200 м н.в. и около първенеца в. Ботев, чийто огромен камбаноподобен корпус рязко доминира над широкообхватната му слаборазчленена околност.
Плоският билен релеф около Ботев и Триглав е изолиран с високи откоси, които откъм север (Северния Джендем) се спускат стръмно от 2000 – 2200 м надолу, а от юг (Южен Джендем) – от 1800 – 1900 м.

## Климат
Върхът попада в планинския климатичен пояс. Той обхваща онези части от територията на България, които имат приблизителна надморска височина около и над 1000 метра. Най-високите температури са през лятото, а най-ниските – през зимата. Времето е динамично, поради специфичното местоположение.
Ветровете на върха са най-силните в страната, на второ място е връх Мусала със 7,6 м/с годишна скорост на вятъра.
| Станция    | I    | II   | III  | IV  | V   | VI  | VII | VIII | IX  | X   | XI  | XII  | Год. |
| връх Ботев | 11,2 | 12,0 | 11,0 | 9,1 | 8,7 | 8,1 | 7,1 | 6,9  | 6,9 | 7,8 | 9,8 | 11,0 | 9,1  |

Източник: Кл. справочник на НРБ, т.4, 1982 г.
| Станция вр. Ботев | Месец      | I    | II   | III  | IV   | V    | VI   | VII | VIII | IX  | X    | XI   | XII  |
| Станция вр. Ботев | ясни дни   | 3,7  | 2,8  | 3,2  | 1,9  | 0,6  | 0,7  | 3,0 | 5,9  | 6,5 | 7,0  | 3,8  | 4,6  |
| Станция вр. Ботев | мрачни дни | 15,4 | 14,2 | 15,7 | 14,8 | 16,6 | 13,8 | 8,9 | 7,1  | 8,6 | 10,9 | 13,7 | 13,2 |

Източник: Климатичен справочник на НРБ, том II, 1979 г.
| връх Ботев 2000 – 2013 г.          | връх Ботев 2000 – 2013 г. | връх Ботев 2000 – 2013 г. | връх Ботев 2000 – 2013 г. | връх Ботев 2000 – 2013 г. | връх Ботев 2000 – 2013 г. | връх Ботев 2000 – 2013 г. | връх Ботев 2000 – 2013 г. | връх Ботев 2000 – 2013 г. | връх Ботев 2000 – 2013 г. | връх Ботев 2000 – 2013 г. | връх Ботев 2000 – 2013 г. | връх Ботев 2000 – 2013 г. | връх Ботев 2000 – 2013 г. |
| Месеци                             | яну.                      | фев.                      | март                      | апр.                      | май                       | юни                       | юли                       | авг.                      | сеп.                      | окт.                      | ное.                      | дек.                      | Годишно                   |
| Средни максимални температури (°C) | −6,1                      | −5,1                      | −3,4                      | 0,1                       | 5,2                       | 8,6                       | 11,0                      | 11,4                      | 7,1                       | 4,0                       | 0,9                       | −3,7                      | 2,4                       |
| Средни температури (°C)            | −8,2                      | −7,8                      | −5,6                      | −1,9                      | 3,3                       | 6,6                       | 8,9                       | 9,2                       | 5,1                       | 1,9                       | −1,2                      | −5,9                      | 0,4                       |
| Средни минимални температури (°C)  | −10,4                     | −9,9                      | −7,8                      | −3,9                      | 1,5                       | 4,7                       | 6,7                       | 7,0                       | 3,1                       | −0,2                      | −3,3                      | −8                        | −1,7                      |
| ---------------------------------- | ------------------------- | ------------------------- | ------------------------- | ------------------------- | ------------------------- | ------------------------- | ------------------------- | ------------------------- | ------------------------- | ------------------------- | ------------------------- | ------------------------- | ------------------------- |
| Източник: Stringmeteo.com          |                           |                           |                           |                           |                           |                           |                           |                           |                           |                           |                           |                           |                           |

## Туризъм
- Връх Ботев е сред Стоте национални туристически обекта на Българския туристически съюз, има печат в туристическата спалня на върха.
- Връх Ботев е сред инициативата „Покорител на 10-те планински първенци“. Печат има в метеорологичната станция и в туристическата спалня на върха и в заслон „Ботев“.

### Маршрути
- През южното било на планината от местността Паниците до хижа „Рай“. Преходът отнема около 5,5 – 6 часа. До хижа Рай се следва добре маркирана (син цвят) и често посещавана пътека, след това се минава по така наречената Тарзанова пътека. Пътеката се вие леко встрани от Райското пръскало. Първите 400 метра са по-стръмни, но безопасни. Надолу се открива впечатляваща гледка от Джендема – вековни гори, недостъпни скали, огромни и стръмни долини, невероятна зеленина и разнообразен животински свят. Виждат се върховете Амбарица, Купена, Жълтец и т.н.[9]Нагоре наклонът намалява и височината нараства монотонно до 2376 m на върха. Връх Ботев е най-ветровитото място в България и изисква подходяща екипировка.

- От север през хижа Плевен с преход от 4 – 4,5 часа или директно качване по „Кабела“ през „Кралимаркова купа“ което се явява най-краткия и най-бързия маршрут за изкачване до върха, а времето което ще ви е отнеме е между 3 – 3,5ч. От Острец през хижа Тъжа с поход от 7 часа.

- От запад към върха води билен маршрут, който започва от хижа Добрила. Трудността му е от степен IV. Лятото в хубаво време се минава сравнително лесно от всеки средностатистически турист. Има на места въжета за улеснение, като на едно-две места е нужно набиране, а другаде – спускане почти само на ръце. При хубаво време и добра видимост, които там са рядкост, предлага неповторими гледки към Северна и Южна България. Хижа Васил Левски за 3,5 – 4 часа.

- Връх Ботев е част от прехода Ком – Емине, който представлява финалът на международния туристически маршрут Е3.

- Хубав зимен маршрут е Карлово – хижа Равнец – Кочмара – Петолъчката – връх Жълтец – заслон „Ботев“ – връх Ботев. При хубаво време, но с лепящ се по снегоходките сняг, който прави ходенето трудно, за физически добре подготвен човек с раница около 14 kg, маршрутът се изминава за 8 часа, но е доста изморително. По този маршрут не е наложително използването на котки, но с тях се ходи стабилно и бързо, ако е заледено, и затова носенето им по този маршрут е главно за улеснение.

Южните склонове на върха са стръмни и на места пресечени от отвесни скали (наречени Райски скали), подходящи за катерене. Там се намира най-високият водопад в България и на Балканския полуостров, наречен Райско пръскало, с височина 124,5 м. Водопадът се захранва от снежните преспи, намиращи се под върха.

### Инциденти
При недостатъчен туристически опит и подготовка и липса на компетентен водач трябва да се внимава в маркировката, в противен случай има опасност туристите да се изгубят или да пострадат. Характерни са случаите през май и декември 2014 г.

## Други
На Юмрукчал е наречена улица в квартал „Люлин“ в София (Карта).